# Palazzo Magistrale
Il Palazzo Magistrale, a volte indicato come Palazzo di Malta o Palazzo dell'Ordine di Malta, è la principale sede del Sovrano Militare Ordine di Malta, ordine religioso cavalleresco della Chiesa cattolica. Si trova in Via dei Condotti 68 a Roma, a pochi passi da Piazza di Spagna. 
Dal 1834 è residenza del Gran Maestro e sede del governo del Sovrano Militare Ordine di Malta. Gode dello status di extraterritorialità da parte del governo italiano ed è di proprietà dell'Ordine di Malta fin dal 1630.
Sempre a Roma vi sono poi la Villa del Priorato di Malta e quella dell'Associazione italiana dei Cavalieri dell'Ordine, nella Casa dei Cavalieri di Rodi.